# Psalm 116
Der 116. Psalm ist ein biblischer Psalm aus dem fünften Buch des Psalters.

## Inhalt
In Psalm 116 dankt der Psalmbeter Gott vor der Gemeinde für Rettung aus einer lebensgefährlichen Notlage. Er hat dem Herrn ein Gelübde abgelegt, welches er nun erfüllt. Offenbar betrifft dieses Gelübde das beschriebene Dankopfer selbst.

## Aufteilung in der Septuaginta
Nach der griechischen Zählung, die neben der Septuaginta auch von der Vulgata verwendet wird, wird der Psalm in zwei Einzelpsalme aufgeteilt. Die Verse 1–9 bilden nach griechischer Zählung den 114. Psalm und die Verse 10–19 den 115. Psalm.

## Liturgie

### Judentum
In der jüdischen Liturgie ist der Psalm 116 Teil des ägyptischen Hallel und wird an den jüdischen Wallfahrtsfesten Pessach, Schawuot und Sukkot in der Synagoge gesungen.

### Christentum
Der 10. Vers wird durch Paulus im 2. Korintherbrief (4,13 ) zitiert.
Der Psalm ist Bestandteil der Vesper des Totenoffiziums.
Das Kirchenlied Das ist mir lieb, daß du mich hörst von Heinrich Vogel aus dem Jahr 1948 mit einer Melodie von Johannes Petzold (1966), im Stammteil des Evangelischen Gesangbuches unter der Nummer 292, basiert auf Psalm 116.
Vers 7 fand Aufnahme in die Komposition Sei nun wieder zufrieden, meine Seele von Andreas Hammerschmidt (1639) sowie in Chor 9 der Kirchenkantate Ich hatte viel Bekümmernis (BWV 21) von Johann Sebastian Bach (1714).
Im Jahr 1623 veröffentlichte der sächsische Hofbeamte Burkhard Großmann, dem im Jahr 1616 ein Unglück zugestoßen war, das er auf wunderbare Weise unversehrt überlebt hatte, unter dem Titel Angst der Hellen und Friede der Seelen 16 Vertonungen des 116. Psalms, die er bei 16 Komponisten in Auftrag gegeben hatte (Michael Altenburg, Christoph Demantius, Nicolaus Erich, Andreas Finold, Melchior Franck, Abraham Gensreff, Johann Groh, Johann Krause, Christian Michael, Daniel Michael, Rogier Michael, Tobias Michael, Michael Praetorius, Johann Hermann Schein, Heinrich Schütz, Caspar Trost).
Eine bedeutende romantische Vertonung des 116. Psalms stammt von Heinrich von Herzogenberg, die a-cappella-Motette Das ist mir lieb op. 34.
Im Jahr 1900 vertonte Franz Schreker den 116. Psalm (op. 6) für Frauenchor und Orchester.